# Amic Energy
AMIC Energy – austriackie przedsiębiorstwo paliwowe.

## Charakterystyka
AMIC Energy to przedsiębiorstwo paliwowe należące do austriackiego funduszu inwestycyjnego AMIC Energy Management GmbH z siedzibą w Wiedniu, który w 2016 roku odkupił sieć stacji paliw na terenie Polski, Ukrainy, Litwy i Łotwy od naftowego koncernu Lukoil. AMIC Polska sp. z o.o. jest właścicielem sieci 116 stacji paliw pod marką AMIC Energy. Sprzedawane tu paliwa są dostarczane wyłącznie z polskiej rafinerii PKN Orlen. Jednocześnie sieć AMIC Energy jest w Polsce głównym wśród sieci stacji paliw franczyzobiorcą Subway. We wrześniu 2022 roku restauracje były dostępne na 60 stacjach.

## Sponsoring
Przedsiębiorstwo sponsoruje zespół AMIC Rally Team rywalizujący w Rajdowych Samochodowych Mistrzostwach Polski.